# Nagyezsda Viktorovna Petrova
Nagyezsda „Nagyja” Viktorovna Petrova (kiejtéseⓘ) (oroszul: Надежда Викторовна Петрова; Moszkva, 1982. június 8. –) olimpiai bronzérmes visszavonult orosz hivatásos teniszezőnő. Karrierje során egyéniben tizenháromszor, párosban huszonnégyszer nyert WTA-tornát. Juniorként megnyerte az 1998-as Roland Garrost, a döntőben Jelena Dokićot legyőzve. Felnőttként is itt érte el legjobb eredményét Grand Slam-tornákon, mivel a 2003-as és a 2005-ös Roland Garroson is bejutott az elődöntőbe. A másik három Grand Slam-tornán szintén játszott negyeddöntőt, mindegyiken kétszer. Párosban a legnagyobb sikere a WTA Tour Championships kétszeri megnyerése volt, 2004-ben Meghann Shaughnessy, 2012-ben Marija Kirilenko oldalán. A 2012-es londoni olimpián Kirilenko partnereként bronzérmet is sikerült szereznie. A 2010-es US Openen Liezel Huberrel, a 2012-es Roland Garroson Marija Kirilenkóval finálét játszott, de mindkét alkalommal vesztesen hagyta el a pályát. A világranglistán elért legjobb helyezése egyéniben és párosban egyaránt a harmadik volt, 2006 májusában, illetve 2005 márciusában. Anyja Nagyezsda Iljina olimpiai bronzérmes futó.
Utolsó WTA-mérkőzését 2014. áprilisban játszotta. 2017. januárban jelentette be hivatalosan a visszavonulását.

## Junior Grand Slam döntői

### Egyéni (1–1)
| Eredmény | Év   | Bajnokság     | Borítás | Ellenfél            | Eredmény |
| -------- | ---- | ------------- | ------- | ------------------- | -------- |
| Győztes  | 1998 | Roland Garros | Salak   | Jelena Dokić        | 6–3, 6–3 |
| Döntős   | 1999 | US Open       | Kemény  | Lina Krasznoruckaja | 3–6, 2–6 |

### Lány páros (0–1)
| Eredmény | Év   | Bajnokság     | Borítás | Partner             | Ellenfél                   | Eredmény |
| -------- | ---- | ------------- | ------- | ------------------- | -------------------------- | -------- |
| Döntős   | 1998 | Roland Garros | Salak   | Jelena Gyementyjeva | Kim Clijsters Jelena Dokić | 4–6, 6–7 |

## Grand Slam-döntői

### Páros

#### Elveszített döntői (2)
| Év   | Torna         | Borítás | Partner          | Ellenfél a döntőben           | Eredmény a döntőben |
| 2010 | US Open       | Kemény  | Liezel Huber     | Jaroszlava Svedova Vania King | 6–2, 4–6, 6–7(4)    |
| 2012 | Roland Garros | Salak   | Marija Kirilenko | Sara Errani Roberta Vinci     | 6–4, 4–6, 2–6       |

## WTA-döntői

### Egyéni

#### Győzelmei (13)
| Összesítés                  |                        |
| Grand Slam-torna (0)        |                        |
| Tier I (2)                  | Premier Mandatory* (0) |
| Tier II (5)                 | Premier Five* (1)      |
| Tier III (2)                | Premier* (0)           |
| Tier IV (0)                 | International* (2)     |
| Tier V (0)                  | International* (2)     |
| Tournament of Champions (1) |                        |

* 2009-től megváltozott a tornák rendszere.
 Az egymás mellett azonos színnel jelölt tornatípusok között nincs teljes mértékű megfelelés.
|    | Dátum                | Torna                                         | Borítás     | Ellenfél a döntőben    | Eredmény a döntőben | Eredmény a döntőben |
| 1  | 2005. október 30.    | Generali Ladies Linz, Linz                    | Kemény (f)  | Patty Schnyder         | 4–6, 6–3, 6–1       |                     |
| 2  | 2006. március 4.     | Qatar Total Open, Doha                        | Kemény      | Amélie Mauresmo        | 6–3, 7–5            |                     |
| 3  | 2006. április 9.     | B & L Champ’s, Amelia Island                  | Zöld salak  | Francesca Schiavone    | 6–4, 6–4            |                     |
| 4  | 2006. április 16.    | Family Circle Cup, Charleston                 | Zöld salak  | Patty Schnyder         | 6–3, 4–6, 6–1       |                     |
| 5  | 2006. május 14.      | Qatar Telecom German Open, Berlin             | Salak       | Justine Henin-Hardenne | 4–6, 6–4, 7–5       |                     |
| 6  | 2006. október 8.     | Porsche Tennis Grand Prix, Stuttgart          | Kemény (f)  | Tatiana Golovin        | 6–3, 7–6(4)         |                     |
| 7  | 2007. február 11.    | Open Gaz de France, Párizs                    | Szőnyeg (f) | Lucie Šafářová         | 4–6, 6–1, 6–4       |                     |
| 8  | 2008. augusztus 17.  | W & S Open, Cincinnati                        | Kemény      | Nathalie Dechy         | 6–2, 6–1            |                     |
| 9  | 2008. november 2.    | Bell Challenge, Québec                        | Kemény (f)  | Bethanie Mattek        | 4–6, 6–4, 6–1       |                     |
| 10 | 2011. július 31.     | Citi Open, Washington                         | Kemény      | Sahar Peér             | 7–5, 6–2            |                     |
| 11 | 2012. június 23.     | UNICEF Open, ’s-Hertogenbosch                 | Fű          | Urszula Radwańska      | 6–4, 6–3            | (részletek)         |
| 12 | 2012. szeptember 29. | Toray Pan Pacific Open, Tokió                 | Kemény      | Agnieszka Radwańska    | 6–0, 1–6, 6–3       | (részletek)         |
| 13 | 2012. november 4.    | Qatar Airways Tournament of Champions, Szófia | Kemény (f)  | Caroline Wozniacki     | 6–2, 6–1            | (részletek)         |

#### Elveszített döntői (11)
|    | Dátum               | Torna                                  | Borítás     | Ellenfél a döntőben    | Eredmény a döntőben |
| 1  | 2003. október 26.   | Generali Ladies Linz, Linz             | Kemény (f)  | Szugijama Ai           | 5–7, 4–6            |
| 2  | 2004. január 10.    | Uncle Toby's Hardcourts, Gold Coast    | Kemény      | Szugijama Ai           | 6–1, 1–6, 4–6       |
| 3  | 2005. május 8.      | Qatar Total German Open, Berlin        | Salak       | Justine Henin-Hardenne | 3–6, 6–4, 3–6       |
| 4  | 2005. október 16.   | PTT Thailand Open, Bangkok             | Kemény      | Nicole Vaidišová       | 1–6, 7–6(5), 5–7    |
| 5  | 2006. október 15.   | Kreml Kupa, Moszkva                    | Szőnyeg (f) | Anna Csakvetadze       | 4–6, 4–6            |
| 6  | 2006. október 29.   | Generali Ladies Linz, Linz             | Kemény (f)  | Marija Sarapova        | 5–7, 2–6            |
| 7  | 2007. április 8.    | B & L Champ's, Amelia Island           | Zöld salak  | Tatiana Golovin        | 2–6, 1–6            |
| 8  | 2007. augusztus 12. | East West Bank Classic, Los Angeles    | Kemény      | Ana Ivanović           | 5–7, 4–6            |
| 9  | 2008. június 21.    | International Women's Open, Eastbourne | Fű          | Agnieszka Radwańska    | 4–6, 7–6(11), 4–6   |
| 10 | 2008. október 5.    | Porsche Tennis Grand Prix, Stuttgart   | Kemény (f)  | Jelena Janković        | 4–6, 3–6            |
| 11 | 2010. augusztus 28. | Pilot Pen Tennis, New Haven            | Kemény      | Caroline Wozniacki     | 3–6, 6–3, 3–6       |

### Páros

#### Győzelmei (24)
| Összesítés                 |                        |
| Grand Slam-torna (0)       |                        |
| Tier I (7)                 | Premier Mandatory* (2) |
| Tier II (5)                | Premier Five* (0)      |
| Tier III (2)               | Premier* (6)           |
| Tier IV (0)                | International* (0)     |
| Tier V (0)                 | International* (0)     |
| WTA Tour Championships (2) |                        |

* 2009-től megváltozott a tornák rendszere.
 Az egymás mellett azonos színnel jelölt tornatípusok között nincs teljes mértékű megfelelés.
|    | Dátum                | Torna                                | Borítás     | Partner               | Ellenfelek a döntőben                    | Eredmény a döntőben | Eredmény a döntőben |
| 1  | 2001. június 23.     | Heineken Trophy, ’s-Hertogenbosch    | Fű          | Ruxandra Dragomir     | Kim Clijsters Miriam Oremans             | 7–6(5), 6–7(5), 6–4 |                     |
| 2  | 2001. október 28.    | Generali Ladies Linz, Linz           | Kemény (f)  | Jelena Dokić          | Els Callens Chanda Rubin                 | 6–1, 6–4            |                     |
| 3  | 2002. október 27.    | Generali Ladies Linz, Linz           | Kemény (f)  | Jelena Dokić          | Fudzsivara Rika Szugijama Ai             | 6–3, 6–2            |                     |
| 4  | 2003. október 5.     | Kreml Kupa, Moszkva                  | Szőnyeg (f) | Meghann Shaughnessy   | Anasztaszija Miszkina Vera Zvonarjova    | 6–3, 6–4            |                     |
| 5  | 2004. április 4.     | NASDAQ-100 Open, Miami               | Kemény      | Meghann Shaughnessy   | Szvetlana Kuznyecova Jelena Lihovceva    | 6–2, 6–3            |                     |
| 6  | 2004. április 11.    | B & L Champ's, Amelia Island         | Zöld salak  | Meghann Shaughnessy   | Myriam Casanova Alicia Molik             | 3–6, 6–2, 7–5       |                     |
| 7  | 2004. május 9.       | Ladies German Open, Berlin           | Salak       | Meghann Shaughnessy   | Janette Husárová Conchita Martínez       | 6–2, 2–6, 6–1       |                     |
| 8  | 2004. május 16.      | Internazionali BNL d’Italia, Róma    | Salak       | Meghann Shaughnessy   | Virginia Ruano Pascual Paola Suárez      | 2–6, 6–3, 6–3       |                     |
| 9  | 2004. július 25.     | East West Bank Classic, Los Angeles  | Kemény      | Meghann Shaughnessy   | Conchita Martínez Virginia Ruano Pascual | 6–7(2), 6–4, 6–3    |                     |
| 10 | 2004. augusztus 28.  | Pilot Pen Tennis, New Haven          | Kemény      | Meghann Shaughnessy   | Martina Navratilova Lisa Raymond         | 6–1, 1–6, 7–6(4)    |                     |
| 11 | 2004. november 15.   | WTA Tour Championships, Los Angeles  | Kemény (f)  | Meghann Shaughnessy   | Cara Black Rennae Stubbs                 | 7–5, 6–2            |                     |
| 12 | 2006. augusztus 20.  | Rogers Cup, Montréal                 | Kemény      | Martina Navratilova   | Cara Black Anna-Lena Grönefeld           | 6–1, 6–2            |                     |
| 13 | 2008. augusztus 17.  | W & S Open, Cincinnati               | Kemény      | Marija Kirilenko      | Hszie Su-vej Jaroszlava Svedova          | 6–3, 4–6, [10–8]    |                     |
| 14 | 2008. szeptember 21. | Toray Pan Pacific Open, Tokió        | Kemény      | Vania King            | Lisa Raymond Samantha Stosur             | 6–1, 6–4            |                     |
| 15 | 2008. október 12.    | Kreml Kupa, Moszkva                  | Szőnyeg (f) | Katarina Srebotnik    | Cara Black Liezel Huber                  | 6–4, 6–4            |                     |
| 16 | 2009. április 19.    | Family Circle Cup, Charleston        | Zöld salak  | Bethanie Mattek-Sands | Līga Dekmeijere Patty Schnyder           | 6–7(5), 6–2, [11–9] |                     |
| 17 | 2009. május 3.       | Porsche Tennis Grand Prix, Stuttgart | Salak (f)   | Bethanie Mattek-Sands | Gisela Dulko Flavia Pennetta             | 5–7, 6–3, [10–7]    |                     |
| 18 | 2009. október 25.    | Kreml Kupa, Moszkva                  | Kemény (f)  | Marija Kirilenko      | Marija Kondratyjeva Klára Zakopalová     | 6–2, 6–2            |                     |
| 19 | 2010. április 18.    | Family Circle Cup, Charleston        | Zöld salak  | Liezel Huber          | Vania King Michaëlla Krajicek            | 6–3, 6–4            |                     |
| 20 | 2012. április 1.     | Sony Ericsson Open, Miami            | Kemény      | Marija Kirilenko      | Sara Errani Roberta Vinci                | 7–6(0), 4–6, [10–4] | (részletek)         |
| 21 | 2012. október 28.    | WTA Tour Championships, Isztambul    | Kemény (f)  | Marija Kirilenko      | Andrea Hlaváčková Lucie Hradecká         | 6–1, 6–4            | (részletek)         |
| 22 | 2013. január 11.     | Apia International Sydney, Sydney    | Kemény      | Katarina Srebotnik    | Sara Errani Roberta Vinci                | 6–3, 6–4            |                     |
| 23 | 2013. március 31.    | Miami Masters, Miami                 | Kemény      | Katarina Srebotnik    | Lisa Raymond Laura Robson                | 6–1, 7–6(2)         |                     |
| 24 | 2013. június 22.     | AEGON International, Eastbourne      | Fű          | Katarina Srebotnik    | Monica Niculescu Klára Zakopalová        | 6–3, 6–3            |                     |

#### Elveszített döntői (24)
|    | Dátum                | Torna                                       | Borítás     | Partner              | Ellenfelek a döntőben                    | Eredmény a döntőben    | Eredmény a döntőben |
| 1  | 2001. május 6.       | Croatian Bol Ladies Open, Bol               | Salak       | Tina Pisnik          | María Martínez Anabel Medina             | 5–7, 4–6               |                     |
| 2  | 2001. augusztus 25.  | Pilot Pen Tennis, New Haven                 | Kemény      | Jelena Dokić         | Cara Black Jelena Lihovceva              | 0–6, 6–3, 2–6          |                     |
| 3  | 2002. október 6.     | Kreml Kupa, Moszkva                         | Szőnyeg (f) | Jelena Dokić         | Jelena Gyementyjeva Janette Husárová     | 6–2, 3–6, 6–7(7)       |                     |
| 4  | 2002. október 20.    | Zürich Open, Zürich                         | Kemény (f)  | Jelena Dokić         | Jelena Bovina Justine Henin              | 2–6, 6–7(2)            |                     |
| 5  | 2003. május 18.      | Internazionali BNL d’Italia, Róma           | Salak       | Jelena Dokić         | Szvetlana Kuznyecova Martina Navratilova | 4–6, 7–5, 2–6          |                     |
| 6  | 2003. június 21.     | Ordina Open, ’s-Hertogenbosch               | Fű          | Mary Pierce          | Jelena Gyementyjeva Lina Krasznoruckaja  | 6–2, 3–6, 4–6          |                     |
| 7  | 2003. szeptember 28. | Sparkassen Cup, Lipcse                      | Szőnyeg (f) | Jelena Lihovceva     | Szvetlana Kuznyecova Martina Navratilova | 6–3, 1–6, 3–6          |                     |
| 8  | 2005. március 20.    | Pacific Life Open, Indian Wells             | Kemény      | Meghann Shaughnessy  | Virginia Ruano Pascual Paola Suárez      | 6–7(3), 1–6            |                     |
| 9  | 2006. február 27.    | Dubai Duty Free Women’s Open, Dubaj         | Kemény      | Szvetlana Kuznyecova | Květa Peschke Francesca Schiavone        | 6–3, 6–7(1), 3–6       |                     |
| 10 | 2008. szeptember 14. | Commonwealth Bank Tennis Classic, Bali      | Kemény      | Marta Domachowska    | Hszie Su-vej Peng Suaj                   | 7–6(4), 6–7(3), [7–10] |                     |
| 11 | 2010. január 15.     | Medibank International Sydney, Sydney       | Kemény      | Tathiana Garbin      | Cara Black Liezel Huber                  | 1–6, 6–3, [3–10]       |                     |
| 12 | 2010. március 21.    | Pacific Life Open, Indian Wells             | Kemény      | Samantha Stosur      | Květa Peschke Katarina Srebotnik         | 4–6, 6–2, [5–10]       |                     |
| 13 | 2010. április 4.     | Sony Ericsson Open, Miami                   | Kemény      | Samantha Stosur      | Gisela Dulko Flavia Pennetta             | 3–6, 6–4, [7–10]       |                     |
| 14 | 2010. szeptember 10. | US Open, New York                           | Kemény      | Liezel Huber         | Vania King Jaroszlava Svedova            | 6–2, 4–6, 6–7(4)       | (részletek)         |
| 15 | 2011. február 26.    | Qatar Ladies Open, Doha                     | Kemény      | Liezel Huber         | Květa Peschke Katarina Srebotnik         | 5–7, 7–6(2), [8–10]    |                     |
| 16 | 2011. április 3.     | Sony Ericsson Open, Miami                   | Kemény      | Liezel Huber         | Daniela Hantuchová Agnieszka Radwańska   | 6–7(5), 6–2, [8–10]    |                     |
| 17 | 2012. június 8.      | Roland Garros, Párizs                       | Salak       | Marija Kirilenko     | Sara Errani Roberta Vinci                | 6–4, 4–6, 2–6          | (részletek)         |
| 18 | 2012. június 23.     | UNICEF Open, ’s-Hertogenbosch               | Fű          | Marija Kirilenko     | Sara Errani Roberta Vinci                | 4–6, 6–3, [9–11]       | (részletek)         |
| 19 | 2012. július 22.     | Mercury Insurance Open, Carlsbad            | Kemény      | Vania King           | Raquel Kops-Jones Abigail Spears         | 2–6, 4–6               | (részletek)         |
| 20 | 2012. augusztus 12.  | Rogers Cup, Dubaj                           | Kemény      | Katarina Srebotnik   | Klaudia Jans-Ignacik Kristina Mladenovic | 5–7, 6–2, [7–10]       | (részletek)         |
| 21 | 2012. október 21.    | Kreml Kupa, Moszkva                         | Kemény (f)  | Marija Kirilenko     | Jekatyerina Makarova Jelena Vesznyina    | 3–6, 6–1, [8–10]       | (részletek)         |
| 22 | 2013. február 17.    | Qatar Total Open, Doha                      | Kemény      | Katarina Srebotnik   | Sara Errani Roberta Vinci                | 6–2, 3–6, [6–10]       |                     |
| 23 | 2013. február 23.    | Dubai Duty Free Tennis Championships, Dubaj | Kemény      | Katarina Srebotnik   | Bethanie Mattek-Sands Szánija Mirza      | 4–6, 6–2, [7–10]       |                     |
| 24 | 2013. március 16.    | Indian Wells Masters, Indian Wells          | Kemény      | Katarina Srebotnik   | Jekatyerina Makarova Jelena Vesznyina    | 0–6, 7–5 [6–10]        |                     |

## Eredményei Grand Slam-tornákon

### Egyéni
| Grand Slam | Australian Open | Australian Open     | Roland Garros | Roland Garros       | Wimbledon   | Wimbledon          | US Open     | US Open           |
| Év         | Eredmény        | Utolsó ellenfél     | Eredmény      | Utolsó ellenfél     | Eredmény    | Utolsó ellenfél    | Eredmény    | Utolsó ellenfél   |
| 1998       | –               | –                   | –             | –                   | –           | –                  | Selejtező   | Selejtező         |
| 1999       | 1. kör          | D. van Roost        | Selejtező     | Selejtező           | 2. kör      | M. Sánchez Lorenzo | Selejtező   | Selejtező         |
| 2000       | 3. kör          | Patty Schnyder      | 1. kör        | Anke Huber          | 2. kör      | V Barabanscsikava  | 2. kör      | Serena Williams   |
| 2001       | 2. kör          | Serena Williams     | 4. kör        | Serena Williams     | 4. kör      | Venus Williams     | 2. kör      | J. Lihovceva      |
| 2002       | –               | –                   | –             | –                   | –           | –                  | 1. kör      | Patty Schnyder    |
| 2003       | 3. kör          | Patty Schnyder      | Elődöntő      | Kim Clijsters       | 3. kör      | Venus Williams     | 4. kör      | Lindsay Davenport |
| 2004       | 1. kör          | Kapros Anikó        | 3. kör        | Marlene Weingärtner | 4. kör      | Jennifer Capriati  | Negyeddöntő | Sz. Kuznyecova    |
| 2005       | 4. kör          | Serena Williams     | Elődöntő      | Justine Henin       | Negyeddöntő | M. Sarapova        | Negyeddöntő | M. Sarapova       |
| 2006       | Negyeddöntő     | M. Sarapova         | 1. kör        | Morigami Akiko      | –           | –                  | 3. kör      | Tatiana Golovin   |
| 2007       | 3. kör          | Serena Williams     | 1. kör        | Květa Peschke       | 4. kör      | Ana Ivanović       | 3. kör      | Szávay Ágnes      |
| 2008       | 4. kör          | Agnieszka Radwańska | 3. kör        | Sz. Kuznyecova      | Negyeddöntő | J. Gyementyjeva    | 3. kör      | Flavia Pennetta   |
| 2009       | 4. kör          | V. Zvonarjova       | 2. kör        | M. Sarapova         | 4. kör      | V. Azaranka        | 4. kör      | Melanie Oudin     |
| 2010       | Negyeddöntő     | Justine Henin       | Negyeddöntő   | J. Gyementyjeva     | 3. kör      | Justine Henin      | 1. kör      | Andrea Petković   |
| 2011       | 3. kör          | J. Makarova         | 1. kör        | Anastasia Rodionova | 4. kör      | V. Azaranka        | 3. kör      | Samantha Stosur   |
| 2012       | 2. kör          | Sara Errani         | 3. kör        | Samantha Stosur     | 3. kör      | Camila Giorgi      | 4. kör      | M. Sarapova       |
| 2013       | 1. kör          | K. Date Kimiko      | 1. kör        | Mónica Puig         | 1. kör      | Karolína Plíšková  | 1. kör      | Julia Glushko     |

### Páros
| Grand Slam | Australian Open               | Australian Open                | Roland Garros                   | Roland Garros                    | Wimbledon                       | Wimbledon                         | US Open                         | US Open                                |
| Év         | Eredmény Partner              | Utolsó ellenfél                | Eredmény Partner                | Utolsó ellenfél                  | Eredmény Partner                | Utolsó ellenfél                   | Eredmény Partner                | Utolsó ellenfél                        |
| 1999       | –                             | –                              | –                               | –                                | 2. kör Julia Abe                | Laurence Courtois Alicia Molik    | –                               | –                                      |
| 2000       | –                             | –                              | 2. kör Alina Zsidkova           | Amélie Cocheteux Nathalie Dechy  | –                               | –                                 | 2. kör Patty Schnyder           | Chanda Rubin Sandrine Testud           |
| 2001       | 1. kör Virginie Razzano       | Marosi Katalin Lorna Woodroffe | 2. kör Nathalie Dechy           | Jelena Dokić Conchita Martínez   | 3. kör Tina Pisnik              | Kimberly Po Nathalie Tauziat      | 2. kör Jelena Dokić             | Tina Križan K. Srebotnik               |
| 2002       | –                             | –                              | –                               | –                                | –                               | –                                 | Elődöntő Nicole Pratt           | V. Ruano Pascual Paola Suárez          |
| 2003       | Negyeddöntő Conchita Martínez | V. Ruano Pascual Paola Suárez  | 3. kör Jelena Dokić             | Janette Husárová Barbara Schett  | 2. kör Jelena Dokić             | M. Vento-Kabchi Angelique Widjaja | 3. kör Mary Pierce              | Jelena Bovina Rennae Stubbs            |
| 2004       | 3. kör M. Shaughnessy         | E. Gagliardi Roberta Vinci     | Negyeddöntő M. Shaughnessy      | Martina Navratilova Lisa Raymond | Negyeddöntő M. Shaughnessy      | Cara Black Rennae Stubbs          | 2. kör M. Shaughnessy           | Janet Lee Peng Suaj                    |
| 2005       | –                             | –                              | Elődöntő M. Shaughnessy         | V. Ruano Pascual Paola Suárez    | Negyeddöntő M. Shaughnessy      | Bryanne Stewart Samantha Stosur   | 3. kör M. Shaughnessy           | J. Gyementyjeva Flavia Pennetta        |
| 2006       | –                             | –                              | –                               | –                                | –                               | –                                 | Negyeddöntő Martina Navratilova | Lisa Raymond Samantha Stosur           |
| 2007       | –                             | –                              | –                               | –                                | Negyeddöntő Sz. Kuznyecova      | Cara Black Liezel Huber           | –                               | –                                      |
| 2008       | 2. kör J. Vesznyina           | Szánija Mirza Alicia Molik     | 1. kör Patty Schnyder           | Casey Dellacqua F. Schiavone     | –                               | –                                 | 2. kör F. Schiavone             | A-L Grönefeld Patty Schnyder           |
| 2009       | 1. kör Sz. Kuznyecova         | Serena Williams Venus Williams | Negyeddöntő B Mattek-Sands      | Cara Black Liezel Huber          | 3. kör B Mattek-Sands           | A Klejbanova J Makarova           | Negyeddöntő B Mattek-Sands      | Samantha Stosur Rennae Stubbs          |
| 2010       | 1. kör Samantha Stosur        | V Dusevina Anastasia Rodionova | 3. kör Samantha Stosur          | A Bondarenko K Bondarenko        | 3. kör Samantha Stosur          | Vania King J. Svedova             | Döntő Liezel Huber              | Vania King J. Svedova                  |
| 2011       | Elődöntő Liezel Huber         | Gisela Dulko Flavia Pennetta   | Negyeddöntő Anastasia Rodionova | Vania King J. Svedova            | Negyeddöntő Anastasia Rodionova | Sabine Lisicki Samantha Stosur    | Elődöntő Marija Kirilenko       | Vania King Jaroszlava Svedova          |
| 2012       | 3. kör Marija Kirilenko       | I-C Begu Monica Niculescu      | Döntő Marija Kirilenko          | Sara Errani Roberta Vinci        | 2. kör Marija Kirilenko         | Serena Williams Venus Williams    | Negyeddöntő Marija Kirilenko    | N Llagostera Vives MJ Martínez Sánchez |
| 2013       | 3. kör Katarina Srebotnik     | Serena Williams Venus Williams | Elődöntő Katarina Srebotnik     | Sara Errani Roberta Vinci        | Negyeddöntő Katarina Srebotnik  | A-L Grönefeld Květa Peschke       | Negyeddöntő Katarina Srebotnik  | Andrea Hlaváčková Lucie Hradecká       |

## Év végi világranglista-helyezései
| Év     | 1997 | 1998 | 1999 | 2000 | 2001 | 2002 | 2003 | 2004 | 2005 | 2006 | 2007 | 2008 | 2009 | 2010 | 2011 | 2012 | 2013 | 2014 |
| Egyéni | 589. | 142. | 95.  | 62.  | 39.  | 111. | 12.  | 12.  | 9.   | 6.   | 14.  | 11.  | 20.  | 15.  | 29.  | 12.  | 102. | 374. |
| Páros  | 848. | 151. | 151. | 140. | 41.  | 21.  | 13.  | 7.   | 33.  | 23.  | 57.  | 20.  | 16.  | 8.   | 13.  | 5.   | 8.   | 174. |